# Падилья, Венсеслао Сельга
Венсеслао Сельга Падилья (исп. Wenceslao Selga Padilla; 29 сентября 1949, Тубао, Филиппины — 25 сентября 2018, Улан-Батор, Монголия) — филиппинский прелат. Член мужской монашеской конгрегации Непорочного Сердца Марии (CICM). Апостольский префект Улан-Батора с 8 июля 2002 по 25 сентября 2018. Титулярный епископ Тарроса со 2 августа 2003 по 25 сентября 2018.

## Ранние годы, образование и священство
Родился 29 сентября 1949 года в населённом пункте Тубао, провинции Ла-Унион, на Филиппинах. С 11 лет обучался в малой семинарии, которой руководили священники из конгрегации Непорочного Сердца Марии. 
17 марта 1976 года был рукоположен в священники для служения в монашеской конгрегации Непорочного Сердца Марии. Служил на миссии на Тайване, где проработал 15 лет. 

## Миссия в Монголии
В 1991 году Монголия установила дипломатические отношения с Ватиканом и просила прислать в страну его представителей. В 1992 году Венсеслао Падилья вместе с двумя монахами — братьями по конгрегации отправился на миссию в Монголию. Первые католические богослужения совершались в частных жилищах в Улан-Баторе и европейских посольствах. 19 апреля 1992 года был назначен Святым Престолом супериором миссии sui iuris Урги. Он начал заботиться о беспризорных детях, бездомных, инвалидах и стариках. Во время своей деятельности в Улан-Баторе основал в городе три католических прихода.

## Апостольский префект Улан-Батора
8 июля 2002 года папа Иоанн Павел II преобразовал миссию sui iuris Урги в Апостольскую префектуру Улан-Батора и назначил Венсеслао Сельгу Падилью её префектом. 2 августа 2003 года был назначен титулярным епископом Тарроса. Иоанн Павел II планировал рукоположить Венсеслао Апдилью во время своего государственного визита в Монголию, но по состоянию здоровья отложил поездку. 
29 августа 2003 года в соборе святых апостолов Петра и Павла в Улан-Баторе состоялось рукоположение Весеслао Сельги Падильи в епископы, которое совершил префект Конгрегации евангелизации народов кардинал-дьякон Крешенцио Сепе в сослужении с апостольским нунцием в Монголии и титулярным архиепископом Джованни Баттиста Морандини и епископом Сан-Фернандо Антонио Реалубином Тобиасом.
Девизом епископа Венсеслао Падильи, который он себе избрал перед рукоположением, являлась фраза из Евангелия от Луки «Свет к просвещению язычников» (Лк 2,32).
Венсеслао Сельга Падилья являлся епископом 21 католических священников, 60 монашествующих, шести приходов (приходы святых Петра и Павла, Пресвятой Девы Марии, Святой Софии и Доброго Пастыря в Улан-Баторе, приход Пресвятой Девы Марии в Дархане и приход Пресвятой Девы Марии Милосердия в Арвайхээре), и около 500 монгольских католиков (данные на 2009 год).

## Кончина
Монсеньор Падилья скончался 25 сентября 2018 года в Улан-Баторе от сердечного приступа.